# Amerikai szamoai labdarúgó-bajnokság (első osztály)
A FFAS Senior League az Amerikai szamoai labdarúgó-bajnokság elnevezése. 1976-ban alapították és 8 csapat részvételével zajlik. A bajnok az OFC-bajnokok Ligájában indulhat.

## A 2018-as bajnokság résztvevői
- Black Roses
- Green Bay
- Ilaoa and To'omata
- Lion Heart
- Pago Youth
- Pago Youth B
- PanSa
- Royal Puma
- Tafuna Jets
- Taputimu Youth
- Utulei Youth
- Vaiala Tongan

## Az eddigi bajnokok
| Szezon    | Győztes                             |
| --------- | ----------------------------------- |
| 1976      | Tafuna Jets                         |
| 1977–1980 | Ismeretlen                          |
| 1981      | Pago Eagles                         |
| 1982      | Pago Eagles                         |
| 1983      | Nuu'uli                             |
| 1984–1991 | Ismeretlen                          |
| 1992      | Nuu'uli                             |
| 1993–1996 | Ismeretlen                          |
| 1997      | Pago Eagles                         |
| 1998      | Ismeretlen                          |
| 1999      | Konica Machine                      |
| 2000      | PanSa és Wild Wild West (megosztva) |
| 2001      | PanSa                               |
| 2002      | PanSa                               |
| 2003      | Manumea                             |
| 2004      | Ismeretlen                          |
| 2005      | PanSa                               |
| 2006      | Ismeretlen                          |
| 2007      | Konica                              |
| 2008      | Pago Youth                          |
| 2009      | Black Roses                         |
| 2010      | Pago Youth                          |
| 2011      | Pago Youth                          |
| 2012      | Pago Youth                          |
| 2013      | FC SKBC                             |
| 2014      | Utulei Youth                        |
| 2015      | Utulei Youth                        |
| 2016      | Pago Youth                          |
| 2017      | Pago Youth                          |
| 2018      | Pago Youth                          |

## Bajnoki címek eloszlása
| Klub           | Bajnoki címek | Bajnoki évek                             |
| -------------- | ------------- | ---------------------------------------- |
| Pago Youth     | 7             | 2008, 2010, 2011, 2012, 2016, 2017, 2018 |
| PanSa          | 4             | 2000*, 2001, 2002, 2005                  |
| Pago Eagles    | 3             | 1981, 1982, 1997                         |
| Nuu'uli        | 2             | 1983, 1992                               |
| Utulei Youth   | 2             | 2014, 2015                               |
| FC SKBC        | 1             | 2013                                     |
| Black Roses    | 1             | 2009                                     |
| Konica         | 1             | 2007                                     |
| Manumea        | 1             | 2003                                     |
| Wild Wild West | 1             | 2000*                                    |
| Konica Machine | 1             | 1999                                     |
| Tafuna Jets    | 1             | 1976                                     |

- Két bajnok.